# Mana Pools
Mana Pools è un'area di conservazione naturale situata nella parte occidentale dello Zimbabwe riconosciuta come parco nazionale.

## Geografia
La zona comprende la parte bassa del fiume Zambesi che, durante la stagione delle piogge, esonda formando veri e propri laghi. L'avvento della stagione calda fa arretrare i laghi richiamando molti animali in cerca di cibo, e trasformando quindi l'area in una delle regioni più ambite dell'Africa per l'osservazione della selvaggina.
Mana significa quattro in lingua Shona, e si riferisce ai quattro piccoli laghi formati dallo Zambesi a metà del suo corso. Il parco è composto da 2.500 Km² di fiumi, isole, arenili e stagni, costeggiati da foreste di mogani, fichi selvatici, ebani e baobab, ed è uno dei più recenti parchi nazionali dell'Africa meridionale. Venne salvata dalla costruzione di una centrale centrale idroelettrica nei primi anni ottanta che avrebbe causato l'inondazione di quello che adesso è diventato uno dei Patrimoni dell'umanità sanciti dall'UNESCO.
È la nazione con la più grande concentrazione di ippopotami e coccodrilli e la più nutrita rappresentanza di grandi mammiferi, come elefanti e bufali africani.